# Let’s Go Crazy
Let’s Go Crazy ist ein 1984 veröffentlichter Song des US-amerikanischen Musikers Prince, den er arrangiert, geschrieben und produziert hat. Das Stück ist Teil des Soundtracks zu Purple Rain und avancierte als Single zum Nummer-eins-Hit und Millionenseller.

## Geschichte
Prince nahm Let’s Go Crazy mit seiner damaligen Begleitband The Revolution auf. Das Stück ist auf seinem Album Purple Rain enthalten und wurde am 18. Juli 1984 als zweite Single des Albums ausgekoppelt.
Als B-Seite dient das Stück Erotic City; in Großbritannien enthält die B-Seite das Duett Take Me with U mit Apollonia Kotero. Der Liedtext von Let’s Go Crazy handelt von der Folge einer Ermahnung der christlichen Ethik, der „De-Elevator“ im Text dient als Metapher für Satan. Der Song beginnt mit einem Orgelspiel, bei dem Prince eine Rede über das Leben hält. Nach Ende der Rede hört man einen Drumcomputersound, gefolgt von einem Einsatz von Gitarren, Bassgitarren und einem Synthesizer. Der Drumcomputer war ein Linn LM-1.
2007 stellte eine 29-jährige Mutter aus den Vereinigten Staaten einen 29-sekündigen Videoclip, in dem ihr Kleinkind zu Let’s Go Crazy tanzte, bei YouTube ins Netz. Vier Monate nach dem Upload versuchte Universal Music Group, damaliger gewerblicher Rechteverwerter des Songs, die Frau zu kriminalisieren, indem UMG sich auf das umstrittene Gesetz Digital Millennium Copyright Act berief. Der Rechtsstreit wurde 2008 zugunsten der Mutter entschieden.
Let’s Go Crazy ist auch auf den Prince-Kompilationen His Majesty’s Pop Life/The Purple Mix Club (1985), The Hits/The B-Sides (1993), The Very Best of Prince (2001), Ultimate (2006) und 4Ever (2016) zu finden. Außerdem ist der Song auf dem Album Purple Rain Deluxe (2017) vorhanden.

## Musikvideo
Das Musikvideo wurde von Albert Magnoli, der auch die Regie zum Film Purple Rain übernahm, geführt. Es besteht aus Sequenzen aus diesem Film, zu Beginn des Clips läuft Prince eine Treppe hinunter; dabei geht er auf eine Bühne und singt den Song. In einer Szene fährt er auf einem Motorrad, dann läuft er mit seiner Begleitband einen Flur entlang und holt mit dem Motorrad eine Frau ab. Zu sehen sind im Konzert auch Backgroundtänzer. Nach der Fahrt auf dem Motorrad küssen Prince und die Frau sich. Später fahren sie in einen Wald und verbringen die Zeit miteinander. Im Haus angekommen, rennt Prince einen Raum entlang. Danach fahren Prince und die Frau erneut mit dem Motorrad und treffen sich wieder im Wald. In einer späteren Szene küssen sich die Frau und Prince; enttäuscht sieht Prince die Frau mit einem anderen Mann in einem Restaurant wieder. Danach verlässt die Frau das Lokal; dazwischen sieht man die Frau in einer Tanzschule, und voller Wut zerstört Prince im Lokal einen Schrank. Im Anschluss fährt Prince mit dem Motorrad der Frau hinterher. Anschließend stehen Einsatzfahrzeuge vor einem Unfallort. Daraufhin fährt Prince erneut mit seinem Motorrad los, und da fährt ein Polizeifahrzeug vorbei; auch da finden sich Prince und die Frau im Wald wieder. Schließlich versöhnen Prince und die Frau sich, nehmen sich in die Arme und küssen sich. Im Rest des Videos singt Prince das Lied zu Ende.

## Kommerzieller Erfolg

### Chartplatzierungen
Das Lied avancierte zum Nummer-eins-Hit in den US-amerikanischen Billboard Hot 100 und wurde somit zu Prince’ zweiter Nummer-eins-Hit nach When Doves Cry.
| ChartsChartplatzierungen       | Höchstplatzierung | Wochen |
| ------------------------------ | ----------------- | ------ |
| Vereinigte Staaten (Billboard) | 1 (21 Wo.)        | 21     |
| Vereinigtes Königreich (OCC)   | 7 (10 Wo.)        | 10     |

| ChartsJahrescharts (1984)      | Platzierung |
| ------------------------------ | ----------- |
| Vereinigte Staaten (Billboard) | 21          |

### Auszeichnungen für Musikverkäufe
In den Vereinigten Staaten erlangte „Let’s Go Crazy“ Goldstatus für eine Million verkaufte Einheiten. Zudem erreichte es Silberstatus im Vereinigten Königreich, wo sich die Single über 200.000 Mal verkaufte.
| Land/Region                  | Auszeichnungen für Musikverkäufe (Land/Region, Auszeichnung, Verkäufe) | Verkäufe  |
| ---------------------------- | ---------------------------------------------------------------------- | --------- |
| Vereinigte Staaten (RIAA)    | Gold                                                                   | 1.000.000 |
| Vereinigtes Königreich (BPI) | Silber                                                                 | 200.000   |
| Insgesamt                    | 1× Silber · 1× Gold ·                                                  | 1.200.000 |

Hauptartikel: Prince/Auszeichnungen für Musikverkäufe

## Coverversionen
- 1989: Pankow
- 1995: Refused
- 2009: Incubus
- 2009: Green Day
- 2010: Orianthi
- 2021: Dirty Honey
- 2023: Vitamin String Quartet